# Quan hệ phản xạ
| \| \| Đối xứng \| Phản đối xứng \| Toàn phần \| Lập tốt \| Có nối \| Có gặp \| \| Quan hệ tương đương \| ✓ \| ✗ \| ✗ \| ✗ \| ✗ \| ✗ \| \| Tiền thứ tự (giả thứ tự) \| ✗ \| ✗ \| ✗ \| ✗ \| ✗ \| ✗ \| \| Thứ tự riêng phần \| ✗ \| ✓ \| ✗ \| ✗ \| ✗ \| ✗ \| \| Tiền thứ tự toàn phần \| ✗ \| ✗ \| ✓ \| ✗ \| ✗ \| ✗ \| \| Thứ tự toàn phần \| ✗ \| ✓ \| ✓ \| ✗ \| ✗ \| ✗ \| \| Tiền thứ tự tốt \| ✗ \| ✗ \| ✓ \| ✓ \| ✗ \| ✗ \| \| Giả thứ tự tốt \| ✗ \| ✗ \| ✗ \| ✓ \| ✗ \| ✗ \| \| Thứ tự tốt \| ✗ \| ✓ \| ✓ \| ✓ \| ✗ \| ✗ \| \| Dàn \| ✗ \| ✓ \| ✗ \| ✗ \| ✓ \| ✓ \| \| Nửa dàn có nối \| ✗ \| ✓ \| ✗ \| ✗ \| ✓ \| ✗ \| \| Nửa dàn có gặp \| ✗ \| ✓ \| ✗ \| ✗ \| ✗ \| ✓ \| |          |               |           |         |        |        |
| Dấu "✓" chỉ tính chất trong cột đó cần phải có trong định nghĩa của hàng đó. Ví dụ, định nghĩa của quan hệ tương đương buộc nó phải có tính đối xứng. Tất cả định nghĩa đều yêu cầu tính bắc cầu và tính phản xạ. |          |               |           |         |        |        |
| | Đối xứng | Phản đối xứng | Toàn phần | Lập tốt | Có nối | Có gặp |
| Quan hệ tương đương | ✓        | ✗             | ✗         | ✗       | ✗      | ✗      |
| Tiền thứ tự (giả thứ tự) | ✗        | ✗             | ✗         | ✗       | ✗      | ✗      |
| Thứ tự riêng phần | ✗        | ✓             | ✗         | ✗       | ✗      | ✗      |
| Tiền thứ tự toàn phần | ✗        | ✗             | ✓         | ✗       | ✗      | ✗      |
| Thứ tự toàn phần | ✗        | ✓             | ✓         | ✗       | ✗      | ✗      |
| Tiền thứ tự tốt | ✗        | ✗             | ✓         | ✓       | ✗      | ✗      |
| Giả thứ tự tốt | ✗        | ✗             | ✗         | ✓       | ✗      | ✗      |
| Thứ tự tốt | ✗        | ✓             | ✓         | ✓       | ✗      | ✗      |
| Dàn | ✗        | ✓             | ✗         | ✗       | ✓      | ✓      |
| Nửa dàn có nối | ✗        | ✓             | ✗         | ✗       | ✓      | ✗      |
| Nửa dàn có gặp | ✗        | ✓             | ✗         | ✗       | ✗      | ✓      |

Trong toán học, quan hệ hai ngôi R trên tập X có tính phản xạ nếu nó quan hệ mỗi phần tử của X tới chính phần tử đó.. Nếu quan hệ có tính phản xạ thì ta gọi quan hệ đó là quan hệ phản xạ.
Một ví dụ của quan hệ phản xạ là quan hệ "bằng với" trên tập các số, bởi mỗi số đều bằng với chính nó. Cùng với tính đối xứng và tính bắc cầu, 3 tính chất lập thành quan hệ tương đương

## Định nghĩa
Gọi {\displaystyle R} là quan hệ hai ngôi trên tập {\displaystyle X,}, theo định nghĩa tức là tập con của {\displaystyle X\times X.} 
Cho bất kỳ {\displaystyle x,y\in X,} ký hiệu {\displaystyle xRy} nghĩa là {\displaystyle (x,y)\in R} trong khi "không {\displaystyle xRy}" nghĩa là {\displaystyle (x,y)\not \in R.}
Quan hệ {\displaystyle R} được gọi là có tính phản xạ nếu {\displaystyle xRx} với mọi {\displaystyle x\in X} hoặc tương đương: nếu {\displaystyle \operatorname {I} _{X}\subseteq R} trong đó {\displaystyle \operatorname {I} _{X}:=\{(x,x)~:~x\in X\}} ký hiệu quan hệ đơn vị trên {\displaystyle X.}
Bao đóng phản xạ của {\displaystyle R} là hợp {\displaystyle R\cup \operatorname {I} _{X},}, hay định nghĩa tương đương của nó là quan hệ phản xạ nhỏ nhất đối với {\displaystyle \subseteq }) trên tập {\displaystyle X} là tập chứa của {\displaystyle R.} Quan hệ {\displaystyle R} có tính phản xạ khi và chỉ khi nó bằng với bao đóng phản xạ của nó,
Rút gọn phản xạ hay hạt nhân không phản xạ của {\displaystyle R} là quan hệ nhỏ nhất (đối với {\displaystyle \subseteq }) trên {\displaystyle X} có bao đóng phản xạ của nó bằng với {\displaystyle R.} Nó bằng với {\displaystyle R\setminus \operatorname {I} _{X}=\{(x,y)\in R~:~x\neq y\}.} Hạt nhân không phản xạ của {\displaystyle R} có thể hiểu là cách xây "ngược lại" với bao đóng phản xạ {\displaystyle R.} 
Lấy ví dụ, bao đóng phản xạ của quan hệ chặt chính tắc {\displaystyle <} trên các số thực {\displaystyle \mathbb {R} } là quan hệ không chặt {\displaystyle \leq } trong khi rút gọn phản xạ của {\displaystyle \leq } là {\displaystyle <.}

### Các định nghĩa gần với tính phản xạ
Có một số định nghĩa gần với tính phản xạ. 
Quan hệ {\displaystyle R} được gọi là có tính:
Hoàn toàn không phản xạ Nếu nó không quan hệ bất cứ phần tử nào với chính nó; nghĩa là không {\displaystyle xRx} với mọi {\displaystyle x\in X.} Quan hệ hoàn toàn không phản xạ khi và chỉ khi phần bù của nó trong {\displaystyle X\times X} có tính phản xạ. Quan hệ không đối xứng thì cũng sẽ không phản xạ. Quan hệ bắc cầu và hoàn toàn không phản xạ thì sẽ không đối xứng.
Tựa phản xạ tráiBất cứ khi nào có {\displaystyle x,y\in X} sao cho {\displaystyle xRy,} thì {\displaystyle xRx.}
Tựa phản xạ phảiBất cứ khi nào có {\displaystyle x,y\in X} sao cho {\displaystyle xRy,} thì {\displaystyle yRy.}
Tựa phản xạNếu hai phần tử có quan hệ với nhau, thì mỗi phần tử trong cặp quan hệ đó có quan hệ với chính nó. Cụ thể hơn, nghĩa là bất cứ khi nào có {\displaystyle x,y\in X} sao cho {\displaystyle xRy,} thì {\displaystyle xRx} và {\displaystyle yRy.} Một định nghĩa tương đương khác là, quan hệ hai ngôi có tính tựa phản xạ khi và chỉ khi nó vừa tựa phản xạ trái vừa tựa phản xạ phải. Một quan hệ {\displaystyle R} có tính tựa phản xạ khi và chỉ khi bao đóng phản xạ {\displaystyle R\cup R^{\operatorname {T} }} có tính tựa phản xạ trái hoặc phải.
Phản xứngBất cứ khi nào {\displaystyle x,y\in X} sao cho {\displaystyle xRy{\text{ và }}yRx,} thì {\displaystyle x=y.}
Đối phản xạBất cứ khi nào {\displaystyle x,y\in X} sao cho {\displaystyle xRy,} thì {\displaystyle x=y.} Quan hệ {\displaystyle R} có tính đối phản xạ khi và chỉ khi bao đóng phản xạ của nó có tính phản đối xứng.
Quan hệ phản xạ trên tập khác rỗng {\displaystyle X} không thể hoàn toàn không phản xạ, không đối xứng ({\displaystyle R} được gọi là không đối xứng nếu {\displaystyle xRy} thì không {\displaystyle yRx}), và không bắc cầu ({\displaystyle R} được gọi là không bắc cầu nếu {\displaystyle xRy{\text{ và }}yRz} thì không {\displaystyle xRz}).

## Các ví dụ
Các ví dụ của quan hệ phản xạ bao gồm:
- "bằng với" (đẳng thức)
- "là tập con của" (bao hàm tập hợp)
- "là ước của" (Tính chia hết)
- "lớn hơn hoặc bằng với"
- "nhỏ hơn hoặc bằng với"

Các ví dụ của quan hệ không phản xạ bao gồm:
- "không bằng với"
- "nguyên tố cùng nhau" trên các số nguyên lớn hơn 1
- "là tập con thực sự của"
- "lớn hơn"
- "nhỏ hơn"

Nếu quan hệ không có tính phản xạ thì không nhất thiết nó hoàn toàn không phản xạ; ta có thể định nghĩa quan hệ sao cho một số phần tử có quan hệ với chính nó nhưng các phần tử khác thì không (nghĩa là không phải tất cả đều phải có tính phản xạ) . Lấy ví dụ, quan hệ hai ngôi "tích của {\displaystyle x} và {\displaystyle y} là số chẵn" có tính phản xạ trên tập các số chẵn, hoàn toàn không phản xạ trên tập các số lẻ, và không có tính phản xạ hay hoàn toàn không phản xạ trên tập các số tự nhiên.

## Số các quan hệ phản xạ
Số các quan hệ phản xạ trên tập có {\displaystyle n} phần tử là {\displaystyle 2^{n^{2}-n}.}
| Số phần tử | Bất kì  | Bắc cầu | Phản xạ | Đối xứng  | Tiền thứ tự | Thứ tự bộ phận | Tiền thứ tự toàn phần                | Thứ tự toàn phần | Quan hệ tương đương                |
| ---------- | ------- | ------- | ------- | --------- | ----------- | -------------- | ------------------------------------ | ---------------- | ---------------------------------- |
| 0          | 1       | 1       | 1       | 1         | 1           | 1              | 1                                    | 1                | 1                                  |
| 1          | 2       | 2       | 1       | 2         | 1           | 1              | 1                                    | 1                | 1                                  |
| 2          | 16      | 13      | 4       | 8         | 4           | 3              | 3                                    | 2                | 2                                  |
| 3          | 512     | 171     | 64      | 64        | 29          | 19             | 13                                   | 6                | 5                                  |
| 4          | 65536   | 3994    | 4096    | 1024      | 355         | 219            | 75                                   | 24               | 15                                 |
| n          | 2n2     |         | 2n2−n   | 2n(n+1)/2 |             |                | {\textstyle \sum _{k=0}^{n}k!S(n,k)} | n!               | {\textstyle \sum _{k=0}^{n}S(n,k)} |
| OEIS       | A002416 | A006905 | A053763 | A006125   | A000798     | A001035        | A000670                              | A000142          | A000110                            |

Trong đó S(n, k) là số Stirling loại thứ hai.

## Logic triết học
Các tác giả trong logic triết học thường sử dụng thuật ngữ khác so với toán học. Quan hệ phản xạ trong toán học thì sẽ được gọi là phản xạ toàn phần trong logic triết học, còn quan hệ tựa phản xạ thì sẽ được gọi là quan hệ phản xạ.